# Campionati europei di atletica leggera 1938 - Staffetta 4×100 metri maschile
La staffetta 4×100 metri maschile ai campionati europei di atletica leggera 1934 si svolse il 5 settembre 1938.

## Podio
| Oro     | Germania Manfred Kersch, Gerd Hornberger, Karl Neckermann, Jakob Scheuring |
| Argento | Svezia Gösta Klemming, Åke Stenqvist, Lennart Lindgren, Lennart Strandberg |
| Bronzo  | Gran Bretagna Maurice Scarr, Godfrey Brown, Arthur Sweeney, Ernest Page    |

## Risultati
| Pos.    | Nazione       | Atleti                                                                   | Tempo | Note                  |
| ------- | ------------- | ------------------------------------------------------------------------ | ----- | --------------------- |
| Oro     | Germania      | Manfred Kersch, Gerd Hornberger, Karl Neckermann, Jakob Scheuring        | 40"9  | Record dei campionati |
| Argento | Svezia        | Gösta Klemming, Åke Stenqvist, Lennart Lindgren, Lennart Strandberg      | 41"1  |                       |
| Bronzo  | Gran Bretagna | Maurice Scarr, Godfrey Brown, Arthur Sweeney, Ernest Page                | 41"2  |                       |
| 4       | Italia        | Tullio Gonnelli, Gianni Caldana, Edoardo Daelli, Orazio Mariani          | 41"3  |                       |
|         | Paesi Bassi   | Martinus Osendarp, Wijnand van Beveren, Tjeerd Boersma, Heinz Baumgarten | dnf   |                       |
|         | Svizzera      | Fritz Seeger, Jean Studer, Bernard Marchand, Paul Hänni                  | dq    |                       |